# Cinema Mudo
Cinema Mudo es el álbum debut de la banda de rock brasileño Os Paralamas do Sucesso . Fue lanzado en 1983 con gran éxito de crítica, vendiendo más de 90.000 copias.
Las canciones Vital ea sua Moto y Vovó Ondina É Gente Fina, los dos singles principal del álbum, son homenajes a  Vital Días (el ex baterista de la banda) y a la abuela del bajista Bi Ribeiro  respectivamente.

## Lista de canciones
| Cinema Mudo |                                              |          |  |
| N.º         | Título                                       | Duración |  |
| 1.          | «Vital ea sua Moto (Vital y su motocicleta)» | 03:10    |  |
| 2.          | «Foi o Mordomo»                              | 03:50    |  |
| 3.          | «Cinema Mudo»                                | 03:49    |  |
| 4.          | «Patrulha Noturna»                           | 02:53    |  |
| 5.          | «Shopstake»                                  | 03:00    |  |
| 6.          | «Vovó Ondina É Gente Fina»                   | 01:59    |  |
| 7.          | «O Que Eu Não Disse»                         | 03:37    |  |
| 8.          | «Química»                                    | 03:01    |  |
| 9.          | «Encruzilhada"»                              | 02:56    |  |
| 10.         | «Volúpia»                                    | 02:36    |  |

## Personal
Os Paralamas do Sucesso:
- Bi Ribeiro - Bajo
- Herbert Vianna - Guitarra y Voz
- João Barone - Batería y Percusión

Músicos adicionales:
- Léo Gandelman - Arreglos de metal en "Volúpia"
- Lulu Santos - Guitarra slide en "O Que Eu Não Disse"
- Ruban - Teclados en "Foi o Mordomo"